# مارتا بيلمونت
مارتا بيلمونت إيبانيز (بالإسبانية: Marta Belmonte) هي ممثلة تلفزيونية ومسرحية إسبانية، ولدت في 27 سبتمبر 1982 في برشلونة في إسبانيا.

## روابط خارجية
- Marta Belmonte على موقع IMDb (الإنجليزية)